# Typophyllum contractum
Typophyllum contractum är en insektsart som beskrevs av Brunner von Wattenwyl 1895. Typophyllum contractum ingår i släktet Typophyllum och familjen vårtbitare. Inga underarter finns listade i Catalogue of Life.